# Edificio Avianca
El Edificio Avianca  es un rascacielos de oficinas ubicado en la ciudad de Bogotá, la capital de Colombia. Está situado en la calle 16 con carrera Séptima, en el costado norte del parque Santander. Fue inaugurado en 1969. Se encuentra en uso, mide 160,94 metros de altura y tiene 41 pisos. Las fachadas están definidas por ventanales continuos. El diseño es de estilo internacional. Es el noveno edificio más alto de la ciudad.

## Historia
Su diseño y construcción fueron adjudicados a Esguerra Sáenz, Urdaneta, Suárez y Cía., Ricaurte Carrizosa Prieto y al italiano Doménico Parma, por medio de una convocatoria. El diseño del edificio se completó en 1963. La construcción se desarrolló entre 1966 y 1969. Se edificó sobre el antiguo predio del demolido Hotel Regina. A finales de 1969 se llevó a cabo su inauguración. Fue construido para la aerolínea Avianca. Cuando fue terminado no solo era el más alto de la ciudad y de Colombia, sino también de América del Sur.

### Incendio de 1973
El 23 de julio de 1973 , pasadas las 7 de la mañana se inició el incendio en el piso 14, donde había muchos materiales almacenados, como tapetes, alfombras y gasolina. Los trabajadores del edificio intentaron sofocar las llamas con baldes y extintores. A los 15 minutos llegaron los bomberos, con la mala fortuna de que las mangueras solo llegaban hasta el piso 12.  
Las llamas pasaron del piso 14 al 37. La gente que a esa hora se hallaba en el edificio subió a pie por las escaleras. Las operaciones de rescate se realizaron con helicópteros que lanzaban torrentes de agua. Algunas personas atacadas por el pánico se tiraron al vacío y murieron. Otras llegaron hasta la azotea, donde fueron sacadas en helicóptero. El siniestro dejó 4 muertos y 63 heridos. La estructura no sufrió daños considerables.

## Galería

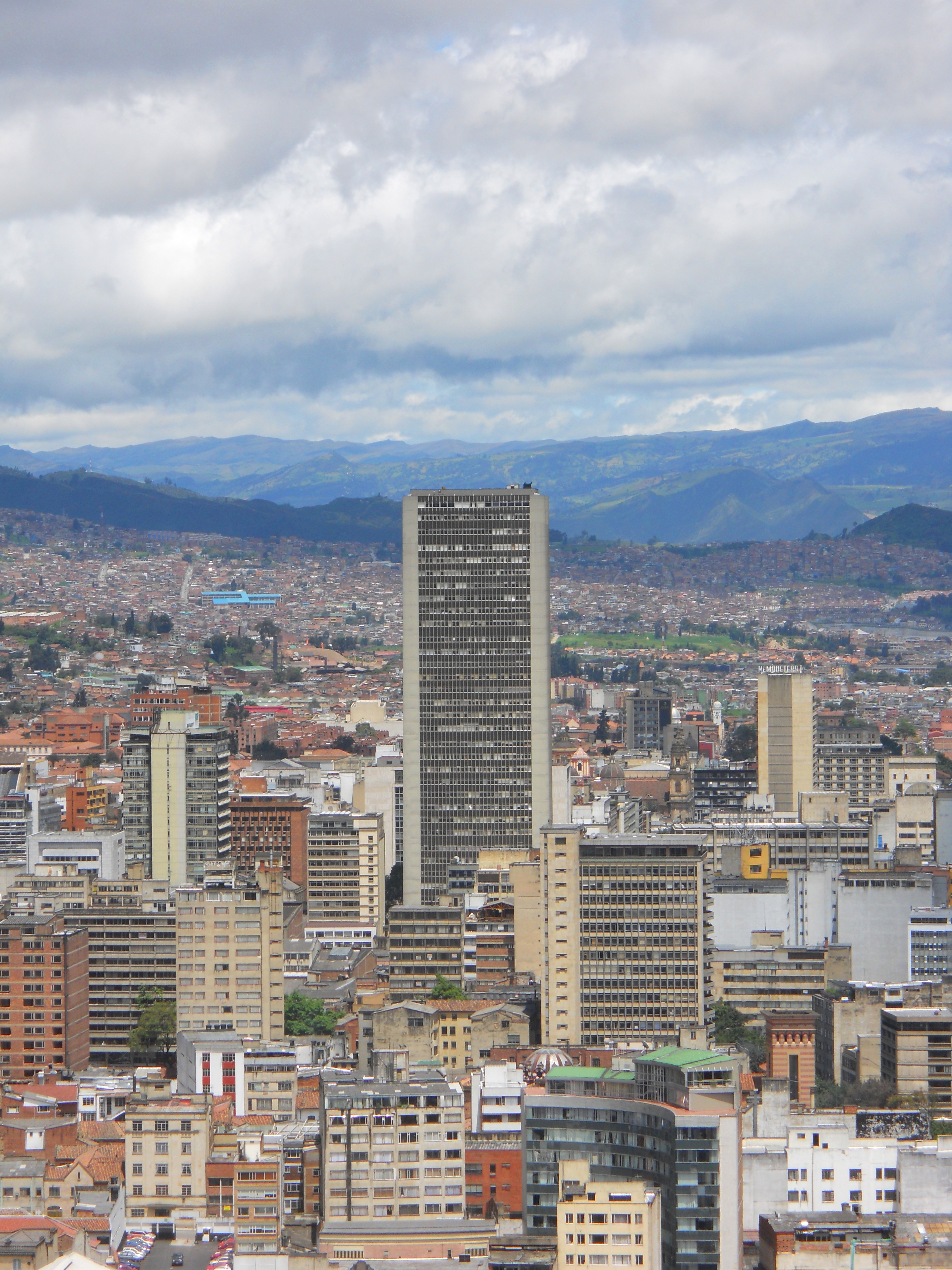
Fachada norte
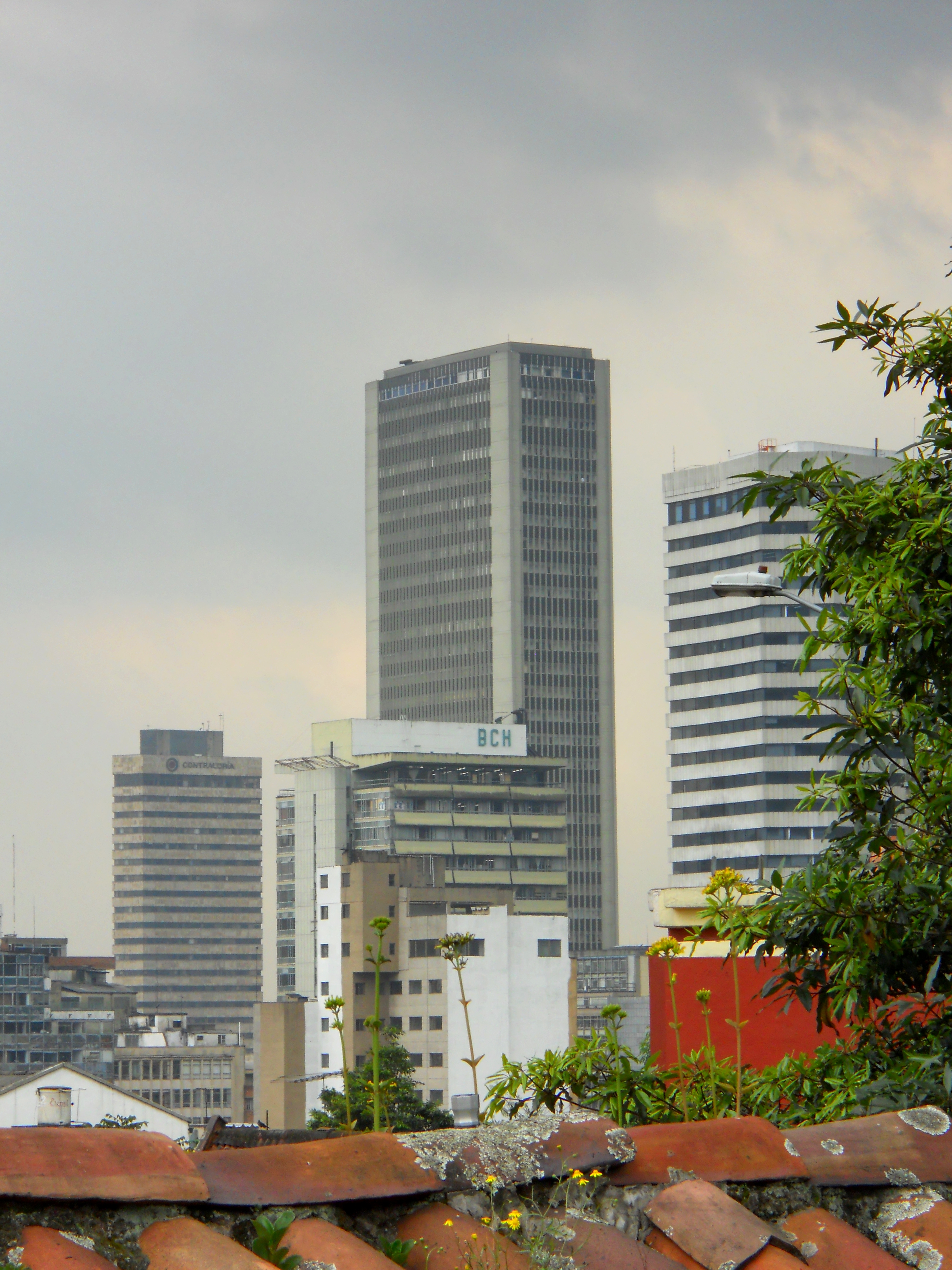
Desde La Candelaria
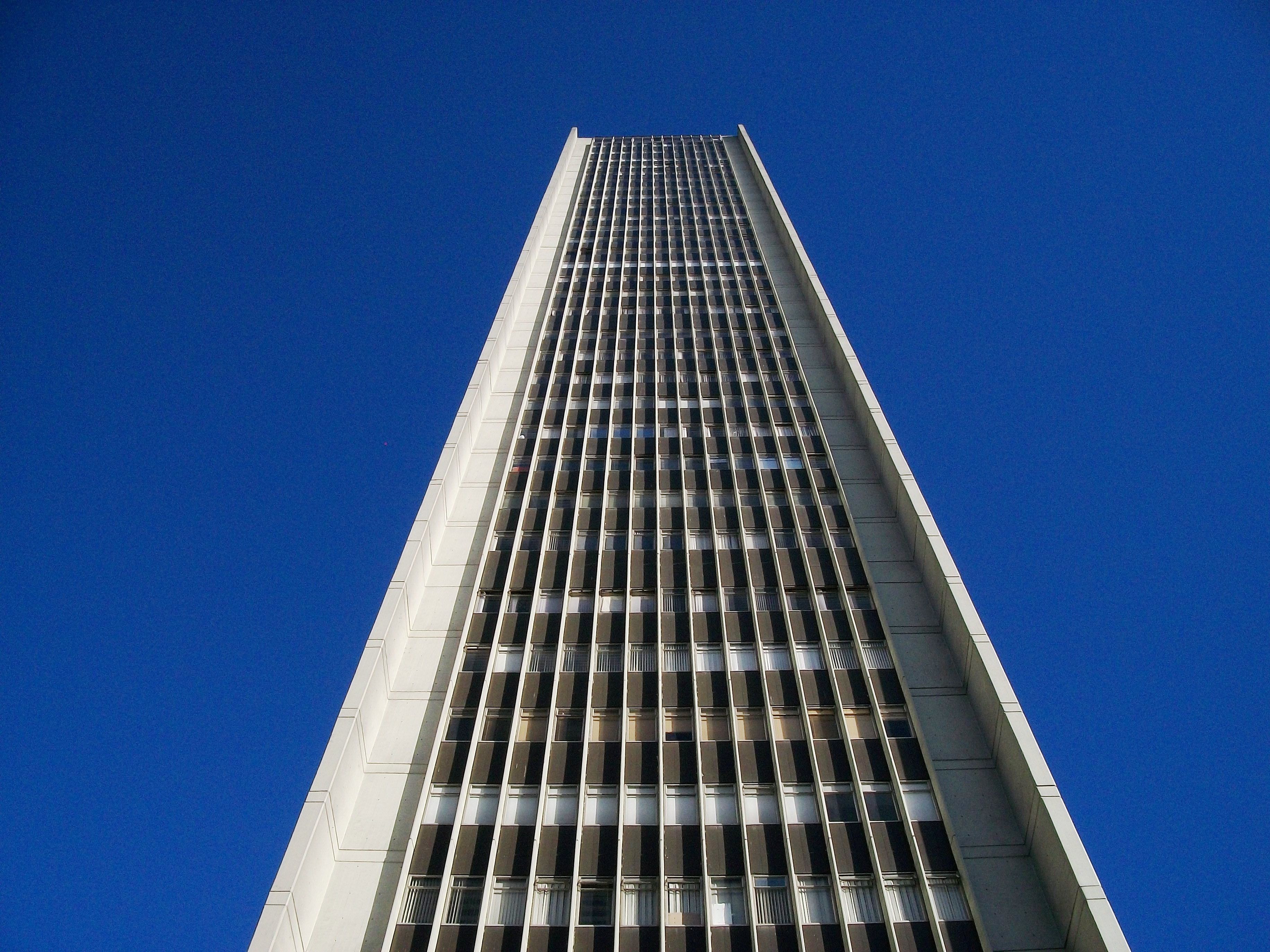
Costado occidental del Edificio Avianca
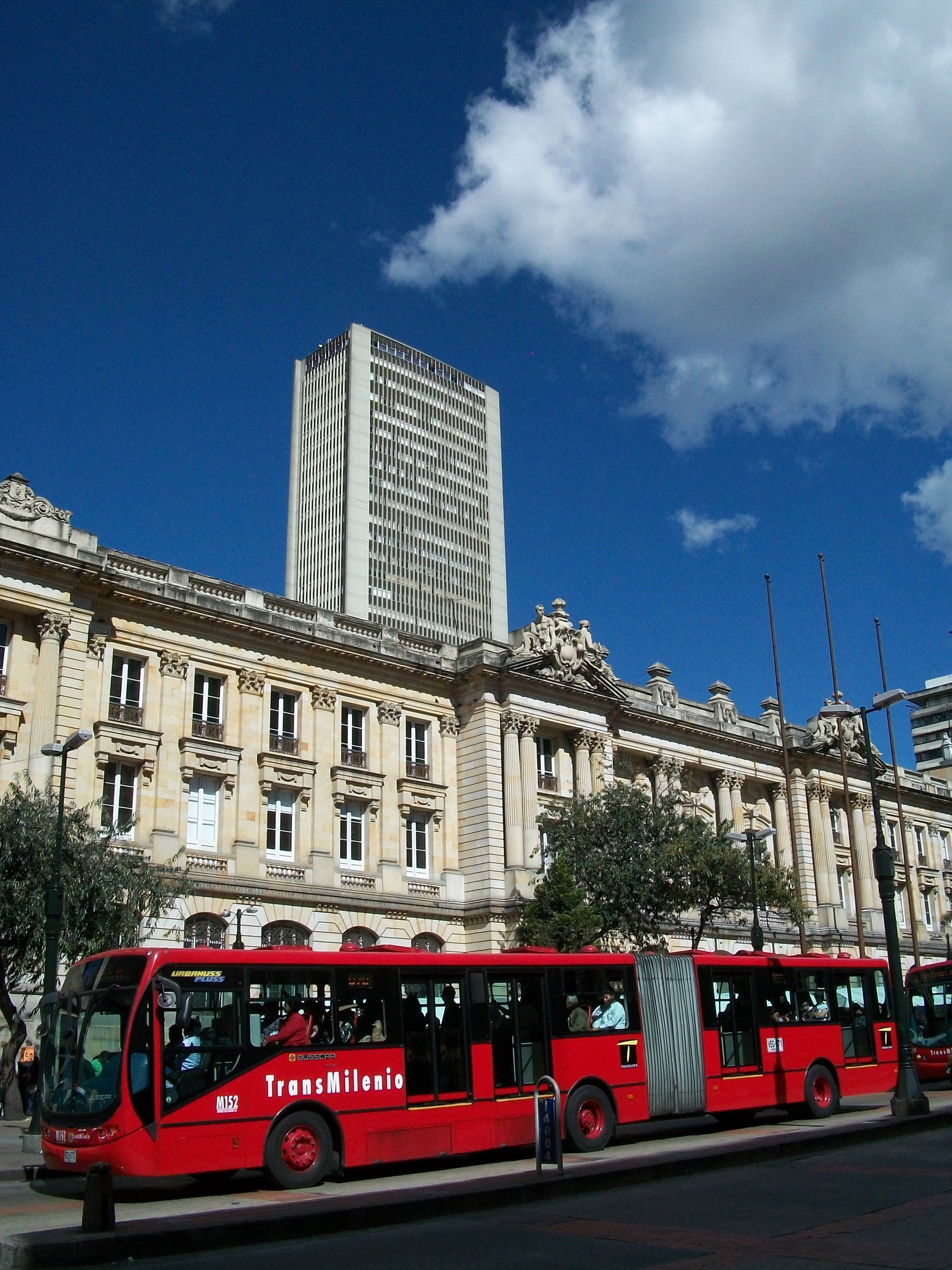
Desde la av Jiménez
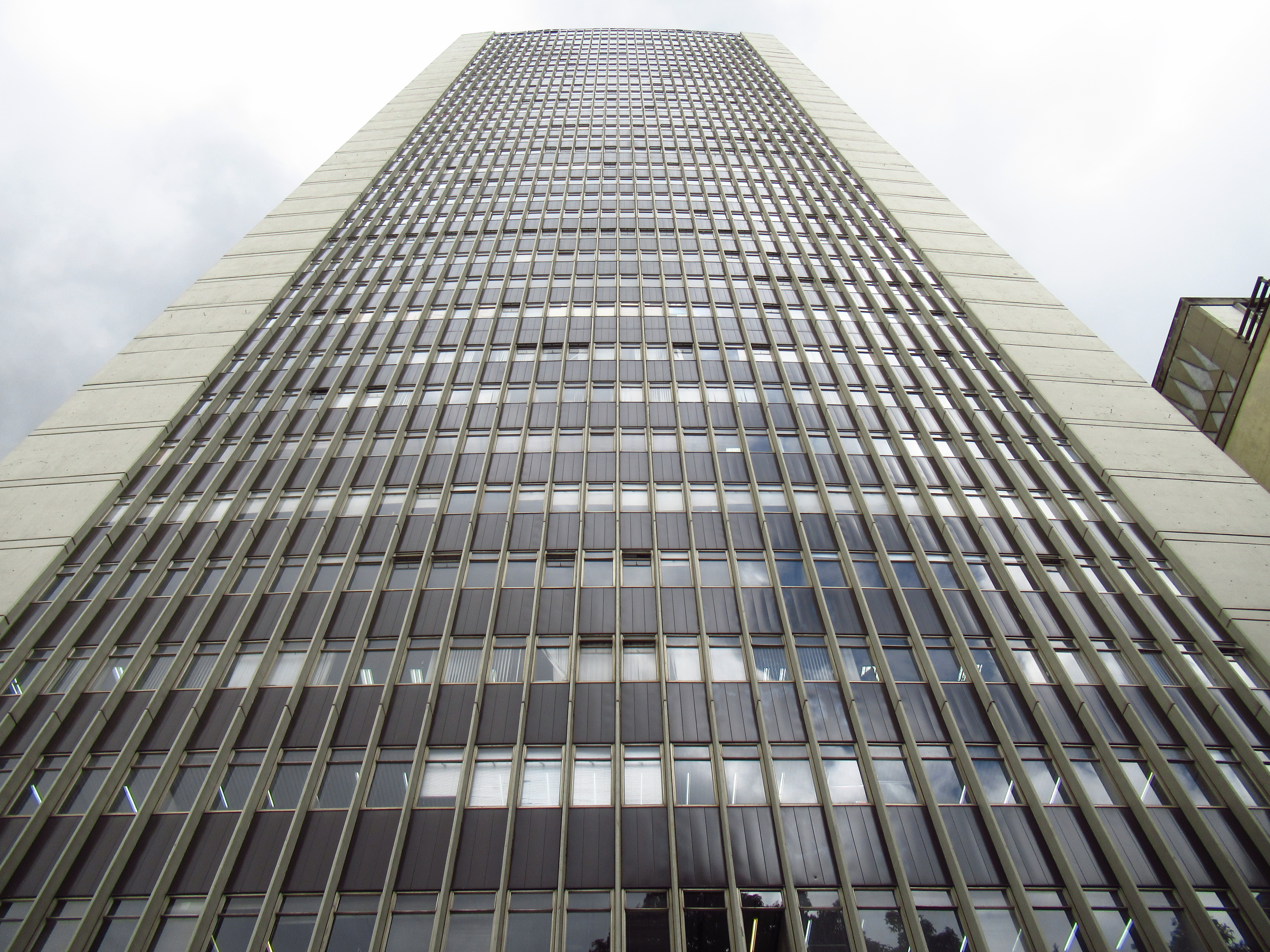
Costado sur del Edificio Avianca
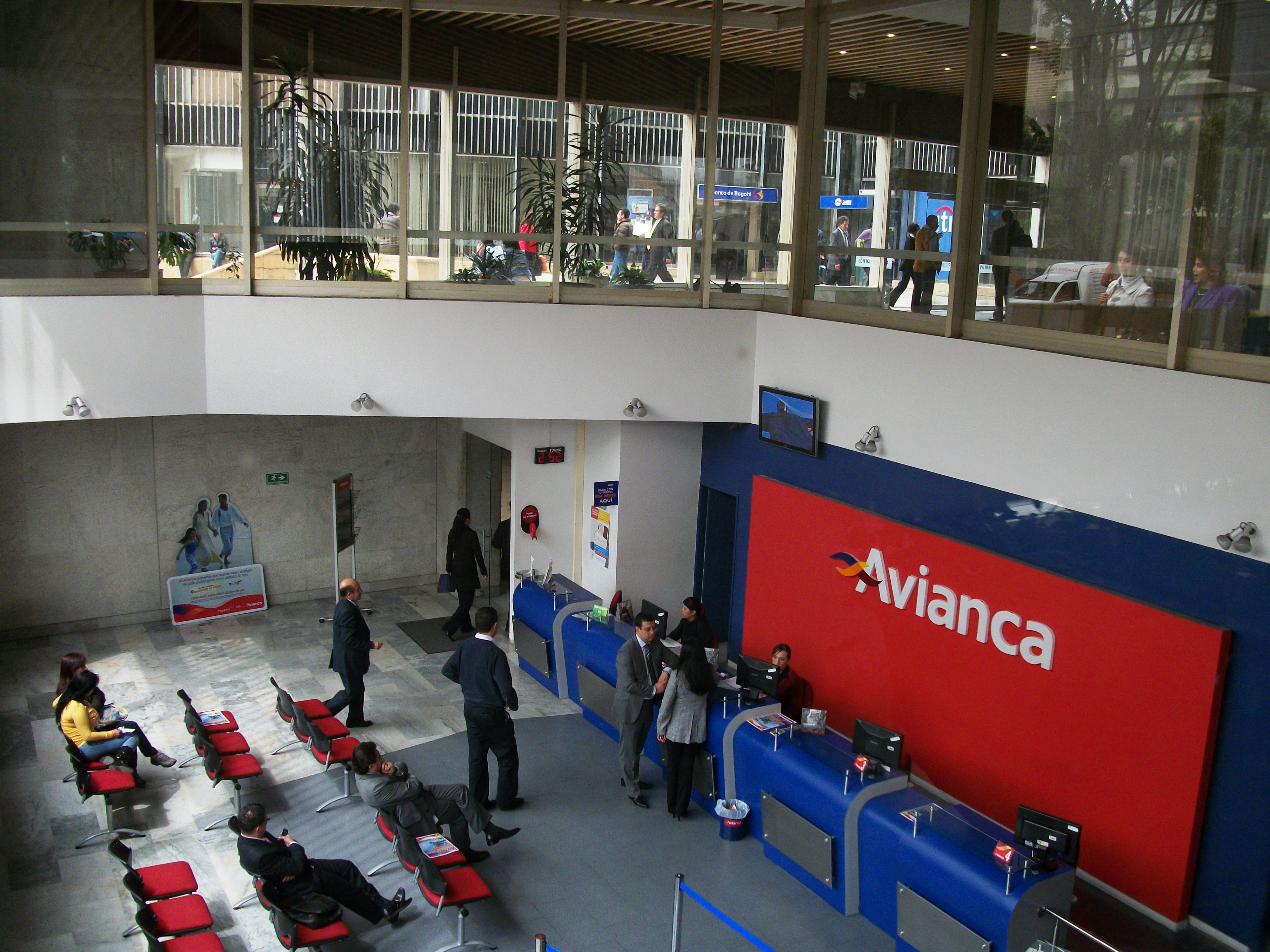
Oficina en el subsuelo del Edificio Avianca